# Семейный принцип наследования
Семейный принцип наследования — общее условное название порядка наследования в средневековых удельных русских княжествах в противопоставлении традиционному «лествичному» (родовому). Если при родовом порядке наследования передача власти происходила к старшему в роду (сеньорат) при сохранении династического единства управления всеми землями, то при семейном владение передавалось по нисходящей мужской линии, а владения боковых линий либо становились независимыми, либо превращались в уделы в составе основного владения. Порядок наследования при семейном принципе (как и при родовом) не был закреплен законодательно.
После жестокой междоусобицы 1094—1097 годов, на Любечском съезде князей в 1097 году было принято решение, что сыновья могут претендовать только на землю своих отцов. Так было положено начало делению общих владений рода Рюриковичей на семейные вотчины, внутри которых, однако, в основном сохранялся старый порядок наследования.
В XII веке владимирские князья усилили свою личную власть, иногда определяемую как «авторитарная». В XIV веке в период борьбы московских князей за великокняжеский ярлык они настаивали на праве хана Золотой Орды (царя) передавать ярлык не по родовому принципу, а по своему усмотрению, поскольку Даниил Александрович, будучи младшим сыном Александра Невского, так и не стал великим князем, и его потомки не имели прав на владимирский престол. Однако, все случаи переходов владимирского и московского престолов от одного князя к другому в XII—XV веках в основном не противоречили родовому принципу наследования, действовавшему в рамках местной династии. Более того, в период феодальной войны второй четверти XV века Юрий Дмитриевич Звенигородский, выступавший за родовой принцип, смог свергнуть племянника Василия II Васильевича и умер на московском княжении.
В XVI—XVII веках в России на выбор наследника стало влиять волеизъявление князя (царя), который определял наследника из числа сыновей или внуков по завещанию, и волеизъявление Земского Собора, который избирал царей в спорных ситуациях смут. Родовой принцип использовался княжеско-боярской оппозицией при Иване IV Грозном для выдвижения его дядей и двоюродного брата в качестве кандидатов на престол.
Окончательно семейный принцип наследования в виде примогенитуры по австрийской (полусалической) системе был установлен в России в 1797 году императором Павлом I.